# Ертов, Иван Данилович
Иван Данилович Ертов (по другим сведениям — Давидович, январь 1777, Санкт-Петербург, Российская империя — 18 (30) августа 1842, там же) — литератор, русский философ и астроном-любитель.

## Биография
По некоторым источникам, родился в купеческой семье, образование получал самостоятельно. По своим религиозным представлениям — деист. В своих исторических работах («Всеобщая история древних просвещённых народов…», ч. 1—5, 1824—25) стоял на позициях провиденциализма. Его первая научная работа — «Начертание естественных законов происхождения вселенной» (т. 1—2, опубликована в 1798 −1800) представляет собой научно-популярную энциклопедию — свод астрономических знаний того времени. В этой работе Ертов изложил свою космогоническую гипотезу и подверг критике гипотезу Ж. Л. Бюффона. Согласно гипотезе Ертова, природа возникла, хотя и «по изречению Всесильной Премудрости», но из «материи». Полагал, что миры (включая Солнце и планеты) произошли из неких «первобытных элементов», первоначальными свойствами которых были «протяженность, непроницаемость, ничтожная малость, притягательная и отталкивающая силы». Предполагал возможность жизни на других планетах.
Его жизнь описана в книге «Русский Кандид, или Простодушный» (СПб., 1833).
Скончался 30 (по юлианскому календарю 18) августа 1842 года в Санкт-Петербурге на 65-м году жизни.

## Публикации
- Начертание естественных законов происхождения вселенной. СПб, 1798
- Картина просвещения россиян перед началом XIX в. СПб, 1799
- Мысли о происхождении и образовании миров, 3 т., СПб, 1805 — 1820
- Всеобщая история древних просвещенных народов. СПб, 1824 — 1825.
- История Восточно-римской или Константинопольской империи, выбранная из всеобщей истории. В 3-х частях. СПб, 1837.